# 킥 애스: 영웅의 탄생
《킥 애스: 영웅의 탄생》(영어: Kick-Ass)은 2010년 미국, 영국의 슈퍼히어로 액션 코미디 영화이다. 원작은 동명의 만화 마크 밀러, 존 로미타 주니어의 코믹스 《킥 애스》이다. 매슈 본이 제작과 각본, 감독을 맡았고, 제인 골드먼이 공동 각본을 썼고, 브래드 피트가 제작에 참여했다. 영국에서 2010년 3월 26일에 개봉되었고, 미국에서는 2010년 4월 16일, 대한민국에서는 2010년 4월 22일에 개봉되었다.
이 영화에는 평범한 10대 소년이지만 이 세상의 새로운 슈퍼히어로가 되고 싶어 영웅 흉내를 내며 스스로 자신을 "킥-애스"라고 자칭하는 "데이브 리주스키"(에런 존슨 분), 억울한 누명을 쓴 채 아내를 잃고 인생이 엉켜버린 전직경찰의 "빅 대디"(니컬러스 케이지 분)와 그의 딸로 아버지에게 혹독한 킬러 트레이닝을 받으며 천부적인 킬러본능을 소유한 소녀 "민디 맥크레디/힛-걸"(클로이 그레이스 머레츠)외에도, 도시를 장악해버린 마약 거래단 '디아미코'의 보스 "프랭크 다미코"(마크 스트롱 분)와 그의 아들 "크리스 다미코/머더 퍽커"(크리스토퍼 민츠플라스 분)가 등장한다. 또한 이 영화 속에서 등장하는 다소 높은 수위의 욕설과 폭력 장면으로 논란에도 불구하고, 완성도면에서 비평가와 관객에게 모두 호평을 받았다. 2013년에는 3년 만에 속편의 《킥 애스 2: 겁 없는 녀석들》이 개봉되었다.

## 줄거리
데이브 리제스키는 스태튼아일랜드에 사는 평범한 십대이다. 만화책에서 영감을 받은 데이브는 실제 슈퍼히어로가 되기로 결심한다. 그는 스쿠버 다이빙 슈트를 구매하여 개조하고 배턴으로 무장한다. 첫 출정에서 그는 칼에 찔리고 차에 치인다. 회복 후 그는 일부 뼈가 금속으로 대체되어 고통을 견디는 능력과 강화된 내구성을 얻는다. 그가 학교에 결석하자 그가 게이라는 소문이 퍼진다. 그 결과 그의 오랜 짝사랑인 케이티 듀오마는 즉시 그의 친구가 되려 한다. 데이브는 오해에 불쾌해하면서도 케이티와 더 가까워질 기회에 감사한다.
데이브는 다시 범죄와 싸우기 시작하고 갱단 공격에서 한 남자를 구한 후 명성을 얻는다. 자신을 "킥 애스"라고 부르며, 도움 요청을 받을 수 있는 마이스페이스 계정을 만든다. 케이티의 요청에 응하여 그는 그녀를 괴롭혀온 마약상 라술을 대면한다. 라술의 아지트에서 킥 애스는 라술의 부하들에게 압도당한다. 그들이 그를 죽이기 전에, 두 명의 복면 자경단원인 힛걸과 그녀의 아버지 빅 대디가 개입하여 부하들을 쉽게 학살하고 돈을 가지고 떠난다. 집에 돌아온 데이브는 자신이 감당할 수 없는 상황에 처했음을 깨닫고 범죄와 싸우는 것을 포기할 계획을 세운다. 그러나 힛걸과 빅 대디가 그를 방문하여 그를 격려한다.
빅 대디의 본명은 데이먼 맥크리디로, 전직은 정직한 경찰이었다. 마피아 보스 프랭크 디아미코에게 누명을 씌워 감옥에 갇혔다. 그의 아내는 자살했고, 딸 민디를 남겼다. 그의 전 파트너 마커스 윌리엄스의 반대에도 불구하고 데이먼은 프랭크에게 복수할 준비를 위해 자신과 민디를 훈련시킨다. 그들은 프랭크의 창고를 습격하고 돈을 훔치고 마약을 파괴하여 프랭크의 사업을 방해해왔다. 프랭크는 킥 애스가 공격의 책임이 있다고 믿고 그를 표적으로 삼지만, 실수로 킥 애스처럼 옷을 입은 파티 연예인을 죽인다. 프랭크의 아들 크리스는 다른 접근 방식을 제안하고 자신을 "레드 미스트"라는 새로운 자경단원으로 가장하여 킥 애스와 친구가 된다.
크리스는 킥 애스를 프랭크의 목재 창고로 유인하여 그의 가면을 벗길 계획을 세운다. 그러나 그들은 창고가 불타고 프랭크의 부하들이 죽어 있는 것을 발견한다. 레드 미스트는 이전에 창고에 설치했던 숨겨진 카메라를 회수하고, 빅 대디가 부하들을 죽이고 창고를 불태우는 기록된 영상을 본다. 레드 미스트와 킥 애스는 헤어진다. 프랭크는 영상을 보고 빅 대디에 대해 알게 된다. 이 사건 이후 데이브는 킥 애스를 그만두기로 결심한다. 그는 케이티에게 자신의 정체를 밝히고 그가 게이라는 오해를 해명한다. 그녀는 그를 용서하고 그의 여자친구가 된다. 그러나 레드 미스트는 다시 그에게 연락하여 그를 속여 빅 대디와 힛걸의 위치를 밝히게 한다.
빅 대디의 안전 가옥 중 한 곳에서 레드 미스트는 힛걸을 창밖으로 쏘고, 프랭크의 부하들은 빅 대디와 킥 애스를 붙잡는다. 프랭크는 킥 애스를 놓아주라는 크리스의 항의에도 불구하고 자신의 부하들을 시켜 온라인 생방송으로 포로들을 고문하고 처형할 계획이다. 킥 애스와 빅 대디가 프랭크의 갱스터들에게 구타당하는 동안, 총격에서 살아남은 힛걸은 아지트를 습격하여 모든 갱스터를 죽인다. 싸움 중에 한 부하가 빅 대디에게 불을 붙인다. 빅 대디와 민디는 그가 화상으로 죽기 전에 눈물겨운 작별 인사를 나눈다. 킥 애스와 힛걸은 프랭크를 완전히 물리치기로 결심한다. 힛걸은 프랭크의 본부에 침투하여 수많은 경비원과 부하들을 죽이고 총알이 바닥난다.
힛걸이 부하들에게 궁지에 몰렸을 때, 킥 애스가 미니건이 장착된 제트팩을 타고 나타나 남아있는 부하들을 죽인다. 킥 애스와 힛걸은 프랭크와 레드 미스트를 상대한다. 킥 애스는 레드 미스트와 싸우고, 그 결과 둘 다 기절한다. 프랭크는 지친 힛걸을 압도한다. 그가 그녀를 죽이기 전에, 킥 애스가 의식을 되찾고 바주카포로 프랭크를 창밖으로 날려 죽인다. 레드 미스트는 의식을 되찾고 아버지의 사무라이 검을 움켜쥐고 킥 애스를 추격하여 그들의 싸움을 계속하려는데, 킥 애스와 힛걸이 제트팩을 타고 날아가는 것을 본다.
데이브와 민디는 범죄와 싸우는 것을 은퇴하고, 마커스는 민디의 보호자가 되고, 그녀는 데이브의 학교에 입학한다. 한편 크리스는 아버지의 사무실에 앉아 업그레이드된 슈트를 입고 아버지의 죽음에 대해 킥 애스에게 복수할 준비를 한다. 카메라를 향해 그는 "위대한 남자가 한때 말했듯이, '그들이 나를 어떻게 생각할지 두고 봐라'"라고 말하며 화면에 총을 발사한다.

## 출연
- 에런 존슨 - 데이브 리제우스키 / 킥애스 역
- 마크 스트롱 - 프랭크 도미코 역
- 클로이 그레이스 머레츠 - 민디 매크리디 / 힛걸 역
- 크리스토퍼 민츠플라스 - 크리스 도미코 / 레드미스트 역
- 니컬러스 케이지 - 데이먼 매크리디 / 빅대디 역
- 린지 폰세카 - 케이티 도마 역
- 오마리 하드윅 - 마커스 윌리엄스 형사 역
- 클라크 듀크 - 마티 역
- 에번 피터스 - 토드 역
- 소피 우 - 에리카 초 역
- 마이클 리스폴리 - 빅조 역
- 코피 나테이 - 라줄 역
- 개릿 M. 브라운 - 제임스 리제우스키 역
- 엘리자베스 맥거번 - 앨리스 리제우스키 역
- 크레이그 퍼거슨
- 데버라 트위스

## 수상 및 후보 정보
| 상                                                               | 부분                                    | 후보/수상                             | 결과 |
| ---------------------------------------------------------------- | --------------------------------------- | ------------------------------------- | ---- |
| 2010 틴 초이스 어워즈                                            | 초이스 무비: 액션 어드벤처 남자배우상   | 니콜라스 케이지                       | 후보 |
| 2010 틴 초이스 어워즈                                            | 초이스 무비: 악당상                     | 크리스토퍼 민츠 플래지                | 후보 |
| 2010 틴 초이스 어워즈                                            | 초이스 무비: 액션 어드벤처상            | 킥 애스: 영웅의 탄생                  | 후보 |
| 2010 틴 초이스 어워즈                                            | 초이스 무비: 신인 여자배우상            | 클로이 그레이스 모레츠                | 후보 |
| 2010 틴 초이스 어워즈                                            | 초이스 무비: 신인 남자배우상            | 에런 존슨                             | 후보 |
| 제37회 피플 초이스 어워즈                                        | 좋아하는 액션 영화상                    | 킥 애스: 영웅의 탄생                  | 후보 |
| 코미디 어워즈                                                    | 코미디 영화상                           | 킥 애스: 영웅의 탄생                  | 후보 |
| 코미디 어워즈                                                    | 영화 부분 여자배우상                    | 클로이 그레이스 모레츠                | 후보 |
| 코미디 어워즈                                                    | 코미디 각본상                           | 킥 애스: 영웅의 탄생                  | 후보 |
| 코미디 어워즈                                                    | 영화 부분 코미디 감독상                 | 매슈 본                               | 후보 |
| 2011 엠파이어상                                                  | 최우수 작품상                           | 킥 애스: 영웅의 탄생                  | 후보 |
| 2011 엠파이어상                                                  | 최우수 남우주연상                       | 에런 존슨                             | 후보 |
| 2011 엠파이어상                                                  | 최우수 감독상                           | 매슈 본                               | 후보 |
| 2011 엠파이어상                                                  | 최우수 영국 영화상                      | 킥 애스: 영웅의 탄생                  | 수상 |
| 2011 엠파이어상                                                  | 최우수 공상과학/판타지상                | 킥 애스: 영웅의 탄생                  | 후보 |
| 2011 엠파이어상                                                  | 최우수 신인상                           | 클로이 그레이스 모레츠                | 수상 |
| IGN 어워즈                                                       | 최우수 여우주연상                       | 클로이 그레이스 모레츠                | 수상 |
| IGN 어워즈                                                       | 최우수 코믹스(만화) 각색상              | 킥 애스: 영웅의 탄생                  | 수상 |
| IGN 어워즈                                                       | 최우수 블루레이상                       | 킥 애스: 영웅의 탄생                  | 수상 |
| 2011 MTV 무비 어워즈                                             | 최고의 신인 스타상                      | 클로이 그레이스 모레츠                | 수상 |
| 2011 MTV 무비 어워즈                                             | 최고의 액션스타상                       | 클로이 그레이스 모레츠                | 수상 |
| 2011 MTV 무비 어워즈                                             | 최고의 싸움상                           | 클로이 그레이스 모레츠 vs 마크 스트롱 | 후보 |
| 영 아티스트 어워즈(젊은 예술가상)                                | 장편 영화 부분 - 최우수 젊은 여우주연상 | 클로이 그레이스 모레츠                | 후보 |
| 제16회 크리틱스 초이스 무비 어워즈(미국 방송 영화 비평가 협회상) | 최우수 액션 영화상                      | 킥 애스: 영웅의 탄생                  | 후보 |
| 제16회 크리틱스 초이스 무비 어워즈(미국 방송 영화 비평가 협회상) | 최우수 신인 여자배우상                  | 클로이 그레이스 모레츠                | 후보 |